# Róbert Pobožný
Róbert Pobožný (magyarosan Pobozsni Róbert vagy Pobozsny Róbert) (Tiszolc vagy Tisovec, 1890. május 30. – Rozsnyó, 1972. június 9.) katolikus pap, rozsnyói apostoli adminisztrátor.

## Életpályája
Gimnáziumi tanulmányait Rozsnyón, a teológiát Bécsben végezte a Pázmáneum növendékeként. 1914-ben teológiai doktorátust szerzett. Anyanyelve mellett magyarul is kiválóan, irodalmi szinten beszélt, nevét magyarosan is írta.
1913. szeptember 4-én szentelték pappá. Ezt követően Gölnicbányán volt káplán, majd 1914-től Rozsnyón püspöki könyvtáros, levéltáros és titkár. A csehszlovák hatóságok 1919-ben szüleit és öt testvérét kiutasították az országból. 1922-ben a Katolikus Tanügyi Tanács titkárává, 1929-ben irodaigazgatóvá nevezték ki. 1935-ben kanonok és főtanfelügyelő, a modus vivendi tárgyalási bizottság tagja lett.
1941-től 1945-ig általános helynökként, 1945 februárjától káptalani helynökként szolgált. 1942–1943 között a Sajtókamara tagja volt.

### Püspöki pályafutása
1949. július 25-én neilai címzetes püspökké és rozsnyói apostoli adminisztrátorrá nevezték ki. augusztus 14-én szentelte püspökké Josef Karel Matocha olomouci érsek, Ján Vojtaššák szepesi püspök és Pavol Peter Gojdič eperjesi görögkatolikus püspök segédletével.
Egy jezsuita növendék pappá szenteléséért és egy pap titokban történő püspökké szenteléséért 1950-től 1953-ig házi őrizetben tartották, majd 1953-1956. október 25. között Csehországba internálták.

## Művei
1929 és 1938 között a Tanügyek szerkesztője, 1942–1943 között a Sajó-Vidék munkatársa volt.